# John von Berenberg-Gossler
John von Berenberg-Gossler (22 de outubro de 1866 em Hamburgo - 14 de julho de 1943) era um banqueiro, político e grande burguês de Hamburgo. Ele foi eleito senador em Hamburgo em 1908 e serviu como embaixador alemão na Itália 1920–21. Ele era membro da dinastia bancária Berenberg-Gossler e filho do barão Johann von Berenberg-Gossler (1839–1913), proprietário do Berenberg Bank, que foi enobrecido na Prússia em 1888 e conferiu o posto Baronial em 1910. o pai o destinara a sucedê-lo como chefe do banco, e sua eleição como senador ocorreu contra a vontade de seu pai. Ele foi forçado a vender sua parte do banco, e seu irmão Cornelius Freiherr von Berenberg-Gossler sucedeu seu pai como chefe do banco. Foi chefe do banco Hamburger Bank von 1923 de 1923 a 1925.